# Джонсон, Ричард (актёр)
Ричард Кейт Джонсон (30 июля 1927 — 5 июня 2015) — английский актёр, писатель и продюсер, в 1960-х снялся в нескольких британских кино и телефильмах, также известен по значимымым выступлениям на театральной сцене.

## Биография
Джонсон родился в г. Апминстер, графство Эссекс, в семье Кейта Холкомба Джонсона и Франсис Луизы Олив (урождённой Твид).
Джонсон поступил в Фелстед-скул и вместо того чтобы участвовать в семейном малярном бизнесе решил стать актёром. Он учился в Королевской академии драматических искусств и в связи с недостатком актёров во время войны сравнительно очень скоро впервые вышел на сцену театра г. Манчестер в спектакле «Гамлет» 1944 года в составе труппы Джона Гилгуда.
С 1945 по 1948 годы Джонсон служил в Королевском британском флоте.
Первый раз Джонсон появился на экране в постановке Tusitala для. BBC Sunday-Night Theatre. Впервые Джонсон снялся в кино, сыграв роли не отмеченные в титрах в фильмах «Капитан Горацио Хорнблоуэр» и Calling Bulldog Drummond (1951).
С 1952 по 1957 годы Джонсон играл в Шекспировском мемориальном театре. Позднее он вспоминал «Я был в этой труппе в самое электрическое время.»
Джонсон сыграл роль мистера Уикхама в телепостановке «Гордость и предубеждение» (с Питером Кашингом в роли Дарси) и роль д Артатньяна в телепостановке в «Трёх мушкетёров» (1952). Джонсон сыграл в Lady in the Fog (1952), «The Mayor of Torontal» for Wednesday Theatre (1952), The Heir of Skipton (1953), Saadia (1953) for MGM, A Party for Christmas (1954), The Queen Came By (1954), «The Rescue» for ITV Television Playhouse, «The Orderly» для Theatre Royal, и Plaintiff in a Pretty Hat (1955).
В 1955 году он сыграл в The Lark Жана Ануи вместе с Дороти Тутин.
В 1965 году Джонсон сыграл роль Лаэрта в постановке трагедии «Гамлет» Пола Скофильда. Режиссёром спектакля выступил Питер Брук, который также режиссировал Heaven and Earth (1957) в котором участвовал Джонсон.
В 1958 году Джонсон и Тутин сыграли в спектакле «Ромео и Джульетта» в г. Страфорд.
Джонсон снялся в сериях Assignment Foreign Legion, The Buccaneers, Armchair Theatre, и Four Just Men, и сыграл главную роль в Epilogue to Capricorn (1960).
В 1958 году Джонсон вместе с Пегги Ашкрофт появился в первой постановке («Кимбеллин») Питера Холла в театре Он получил прекрасные отзывы: «Самый лучший романтический актёр своего поколения».
Джонсон снялся в главной роли в постановке Тони Ричардсона «Перикл, принц Тира» в 1958 году. В этом же году он сыграл в «Двенадцатой ночи» в роли сэра Эндрю Экичека у Питера Холла.
В 1959 году Холл принял руководство труппой, она была переименована в королевскую шекспировскую труппу и пригласил Джонсона в первую группу актёров (Associate Artist of the RSC), Джонсон находился в этой группе до самой смерти.
В ходе своей карьеры Джонсон продолжил преподавание молодым актёрам и студентам. Он совершал туры по американским университетам и преподавал в летних школах королевской академии драматических искусств (RADA). В 2000 году Джонсон был назначен в совет RADA. В 1970 годах он был членом совета британской академии кино- и теле- искусств (BAFTA). Джонсон написал сценарий к британскому кинотриллеру 1975 года «Хеннесси».
В 1981 году Джонсон основал британскую продюсерскую компанию United British Artists (UBA) и до 1990 года занимал пост исполнительного директора этой компании, пока не ушёл в отставку в связи с желанием завершить карьеру артиста. В ходе своего пребывания в UBA он выступил продюсером фильмов Turtle Diary (в главных ролях Glenda Jackson и Ben Kingsley, сценарий Harold Pinter), и The Lonely Passion of Judith Hearne. В Лондоне он стал продюсером Pinter’s Old Times, ремейка Serjeant Musgrave’s Dance (Old Vic), и документальной драмы Biko, о смерти Steven Biko для сцены и телевидения.
Джонсон регулярно писал статьи для лондонской массовой газеты The Mail on Sunday. Он вёл блог и учебный сайт The Shakespeare Masterclass.
От первой жены Шейлы Свит Джонсон имел двух детей: Джервиса Джонсона (р. 1959) ставшего разработчиком настольных игр и актрису Сорел Джонсон. Второй раз Джонсон женился на американской актрисе Ким Новак, с которой снялся в фильме The Amorous Adventures of Moll Flanders (1965); детей у них не было. Третьей женой его стала Мари-Луиза Норлунд, у них была дочь Дженнифер Джонсон. У Джонсона был четвёртый ребёнок Николас Джонсон от Франсуазы Паскаль. В 2004 году Джонсон сыграл скромную свадьбу с Линн Гарни в Кингс-роуд, Челси.
Джонсон создал It’s a Green Green World всемирный список экологическичистых отелей.
Джонсон скончался 5 июня 2015 года в возрасте 87 лет после непродолжительной болезни в Royal Marsden Hospital в Челси (Лондон).

## Избранная фильмография

### Фильмы
| Год  | Название                                | Роль                        | Примечания |
| ---- | --------------------------------------- | --------------------------- | ---------- |
| 1951 | Капитан Горацио Хорнблоуэр              | Macrae                      |            |
| 1951 | Calling Bulldog Drummond                | Control Tower Operator      |            |
| 1953 | Saadia                                  | Lieutenant Girard           |            |
| 1959 | Never So Few                            | Captain Danny De Mortimer   | [ 2 ]      |
| 1963 | Cairo                                   | Ali                         |            |
| 1963 | 80,000 Suspects                         | Dr Steven Monks             |            |
| 1963 | Призрак дома на холме                   | доктор Джон Марквей         | [ 2 ]      |
| 1964 | Пожиратель тыкв                         | Giles                       |            |
| 1965 | Операция «Арбалет»                      | Duncan Sandys               |            |
| 1965 | The Amorous Adventures of Moll Flanders | Jemmy                       | [ 3 ]      |
| 1966 | Хартум                                  | Col. John Stewart           | [ 2 ]      |
| 1966 | Ведьма                                  | Sergio Logan                |            |
| 1967 | Deadlier Than the Male                  | Hugh Drummond               | [ 3 ]      |
| 1967 | Danger Route                            | Jonas Wilde                 | [ 3 ]      |
| 1967 | The Rover                               | Real                        |            |
| 1968 | Колонна                                 | Тиберий                     |            |
| 1968 | Oedipus the King                        | Creon                       | [ 2 ]      |
| 1968 | A Twist of Sand                         | Geoffrey Peace              |            |
| 1968 | Emma Hamilton                           | Horatio Nelson              | [ 2 ]      |
| 1969 | Some Girls Do                           | Hugh Drummond               | [ 3 ]      |
| 1970 | Julius Caesar                           | Caius Cassius               | [ 2 ]      |
| 1970 | The Fifth Day of Peace                  | Captain Miller              |            |
| 1970 | The Beloved                             | Orestes                     |            |
| 1974 | Beyond the Door                         | Dimitri                     |            |
| 1975 | Hennessy                                | Inspector Hollis            | [ 2 ]      |
| 1976 | Асы в небе                              | Major Lyle                  |            |
| 1976 | Посвящается Стелле                      | Ричард Ласки                |            |
| 1978 | The Comeback                            | Macauley                    |            |
| 1979 | A Nightingale Sang in Berkeley Square   | Inspector Watford           |            |
| 1979 | Остров чудовищ                          | Edmund Rackham              |            |
| 1979 | The Great Alligator River               | Prophet Jameson             |            |
| 1979 | Зомби 2                                 | доктор Дэвид Менард         | [ 2 ]      |
| 1981 | Клуб монстров                           | отец Бусотски               |            |
| 1984 | What Waits Below                        | Ben Gannon                  |            |
| 1985 | Дневник Черепахи                        | Mr Johnson                  | [ 3 ]      |
| 1986 | Леди Джейн                              | The Earl of Arundel         | [ 2 ]      |
| 2001 | Лара Крофт: Расхитительница гробниц     | Почётный джентльмен         | [ 2 ]      |
| 2006 | Сенсация                                | Mr. Quincy                  |            |
| 2008 | Jump!                                   | Judge Larcher               |            |
| 2008 | Мальчик в полосатой пижаме              | дедушка                     | [ 2 ]      |
| 2014 | Radiator                                | Leonard                     | [ 3 ]      |
| 2015 | Человек, который познал бесконечность   | Vice Master Trinity College |            |

### Television
| Год     | Название                                   | Роль                               | Примечания                          | Ref.  |
| ------- | ------------------------------------------ | ---------------------------------- | ----------------------------------- | ----- |
| 1952    | Pride and Prejudice                        | Mr Wickham                         | 3 episodes                          |       |
| 1953    | The Heir of Skipton                        | John Lord Clifford/ Henry Clifford | 3 episodes                          |       |
| 1973-74 | Moses the Lawgiver                         | Narrator                           | Voice                               |       |
| 1974    | Antony and Cleopatra                       | Марк Антоний                       | TV movie                            | [ 4 ] |
| 1975    | Churchill's People                         | Claudius                           | Episode: The Lost Island            |       |
| 1975    | Space: 1999                                | Lee Russell                        | Episode: Matter of Life and Death   |       |
| 1978    | The Four Feathers                          | Abou Fatma                         | TV movie                            | [ 2 ] |
| 1979    | Супруги Харт                               | Alex Constantine                   | Episode: With This Gun, I Thee Wed  |       |
| 1980    | Непридуманные истории                      | Dr James Carpenter                 | Episode: Back for Christmas         |       |
| 1981    | Tales of the Unexpected                    | Archaeologist, Tanner              | Episode: Would you believe it?      |       |
| 1981    | Частный детектив Магнум                    | Alistair Ffolkes                   | Episode: No need to know            |       |
| 1981-82 | The Kenny Everett Television Show          | Various                            | 3 episodes                          | [ 4 ] |
| 1988    | A Man for All Seasons                      | Герцог Норфолк                     | телефильм                           |       |
| 1992    | The Camomile Lawn                          | Oliver (older)                     | one episode                         |       |
| 1999    | Убийства в Мидсомере — Death of a Stranger | Джеймс Фицрой                      | 1 episode                           |       |
| 2005    | The Robinsons                              | Hector Robinson                    | 6 episodes                          |       |
| 2007    | Убийства в Мидсомере — The Animal Within   | Rex Masters                        | 1 episode                           |       |
| 2008    | Призраки                                   | Bernard Qualtrough                 | 4 episodes, released as MI-5 in USA |       |
| 2013    | Безмолвный свидетель                       | Sir William Embleton               | Episodes: The Legacy Pts. 1 & 2     | [ 5 ] |